# Andrea d'Austria
Andrea d'Austria (Březnice, 15 giugno 1558 – Roma, 12 novembre 1600) fu un nobile austriaco che divenne abate, vescovo e cardinale.

## Biografia
Andrea d'Austria nacque al castello di Březnice, in Boemia, il 15 giugno 1558, figlio primogenito dell'arciduca Ferdinando II d'Austria, reggente del Tirolo, e della sua prima moglie Philippine Welser. Dato il suo status egli era nipote dell'imperatore Carlo V e del margravio Ferdinando I di Burgau ed era cugino del cardinale Alberto d'Austria. I suoi genitori contrassero matrimonio morganatico rimasto segreto per vari anni. Andrea e i suoi fratelli quindi non poterono aspirare a ricevere o ereditare titoli nobiliari anche se poterono fregiarsi dell'appellativo "d'Austria".
Malgrado questo Andrea d'Austria ebbe modo di studiare presso la corte di Vienna ove si dedicò allo studio delle lettere e del latino, oltre ad apprendere diverse lingue come l'italiano, lo spagnolo ed il francese.

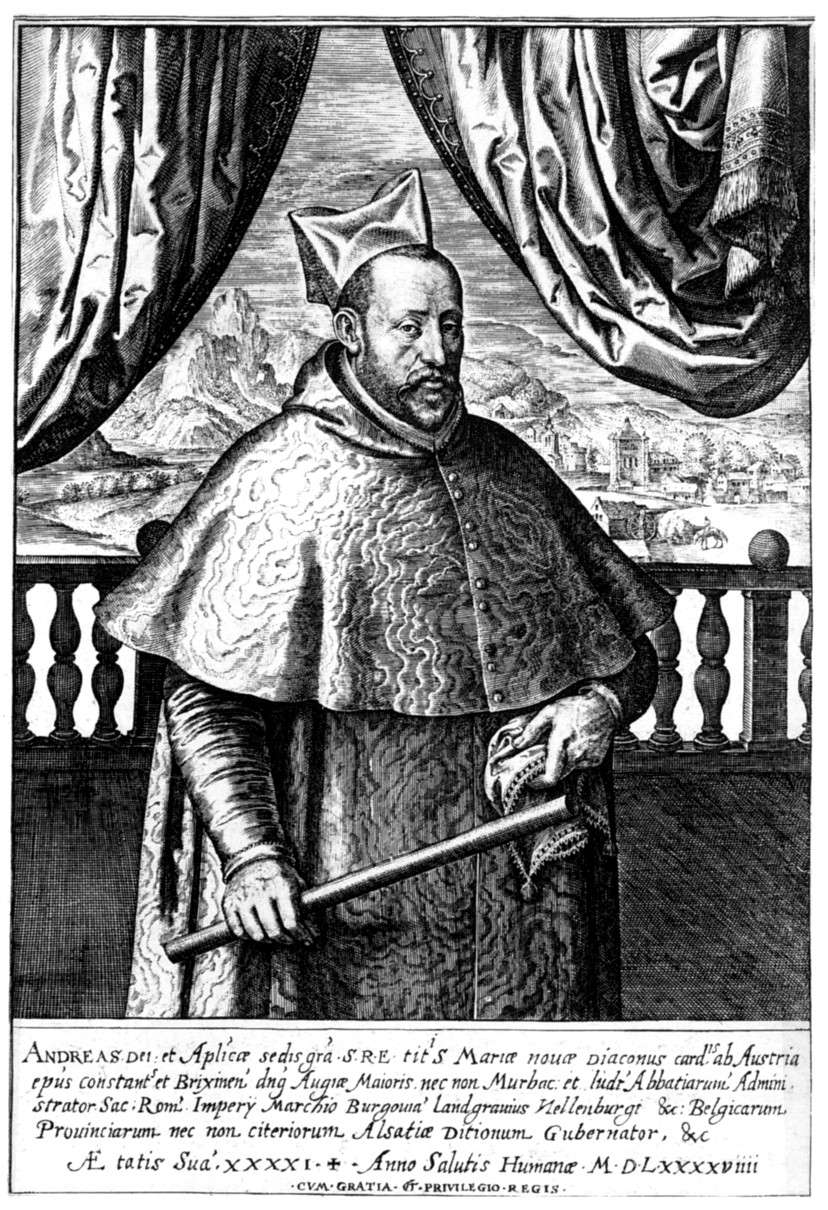
Andrea d'Austria nelle vesti di cardinale

Papa Gregorio XIII lo creò cardinale durante il Concistoro del 19 novembre 1576 (con dispensa per non aver ancora raggiunto l'età canonica per tale ruolo) e gli venne assegnato il titolo cardinalizio di Cardinale diacono di Santa Maria Nuova l'11 dicembre dell'anno successivo. Subito dopo la sua nomina, egli trascorse due anni a Roma ove venne nominato cardinale protettore per il Sacro Romano Impero nonché governatore del Tirolo e dell'Alsazia.
Il 15 giugno 1580 venne eletto vescovo coadiutore presso la diocesi di Bressanone con diritto di successione. Nel 1591, alla morte del suo predecessore, venne nominato amministratore apostolico e poi divenne titolare avendo raggiunto l'età canonica per la reggenza. Dal 1587 venne nominato abate commendatario di Murbach-Luders in Alsazia, carica che tenne fino alla morte. Durante questi anni, Andrea ebbe due figli illegittimi dalla propria amante, Hans Georg Degli Albizzi e Susanna Degli Albizzi, nati rispettivamente nel 1583 e nel 1584.
Legato a latere a Colonia nel 1582 in sostituzione di Gebhard Truchsess von Waldburg, arcivescovo e principe elettore, il quale era divenuto di fede luterana e che venne da Andrea stesso espulso dalla diocesi il 1º aprile 1583. Prese parte al conclave del 1585 che elesse papa Sisto V.
Venne trasferito nella diocesi di Costanza nel 1589, non prese parte al primo conclave che si tenne l'anno successivo e che elesse papa Urbano VII, ma prese invece parte al secondo conclave di quell'anno che elesse Gregorio XIV. Come cardinale protodiacono, egli ebbe il privilegio di incoronare il nuovo papa l'8 dicembre 1590 e venne dal nuovo pontefice nominato legato della Santa Sede per tutta la Germania. Prese parte al conclave del 1591 che elesse papa Innocenzo IX e sempre in qualità di protodiacono lo incoronò il 3 novembre di quell'anno. Nel 1592 prese parte ad un nuovo conclave che elesse Clemente VIII. Il re di Spagna Filippo II lo nominò nel settembre 1598 governatore di Fiandra al posto di Alberto d'Austria, rimanendo in carica sino all'agosto del 1599. Nel 1600 venne nominato abate di Luxeuil.
Pre l'anno giubilare del 1600 Andrea compì un pellegrinaggio a piedi da Vienna a Roma, vestito da povero pellegrino, e visitò anche le sette chiese del giubileo. Riconosciuto dal cardinale Cinzio Aldobrandini, venne portato quasi a forza da papa Clemente VIII che lo omaggiò con grande gioia malgrado egli volesse rimanere nel più totale anonimato. Dopo questo evento, il cardinale proseguì alla volta di Napoli per venerare il sangue di San Gennaro. Successivamente tornò a Roma, ma durante il viaggio si ammalò di febbre e fece appena in tempo ad arrivare in Vaticano ove morì il 12 novembre 1600. Il suo corpo venne sepolto nella chiesa di Santa Maria dell'Anima presso il Cimitero Teutonico di Roma ed i suoi intestini vennero sepolti invece presso l'altare maggiore della chiesa di Santa Maria del Campo Santo Teutonico, in Vaticano.

## Discendenza
Ebbe due figli illegittimi:
- Hans-Georg Degli Abizzi (1583);
- Susanna Degli Abizzi (1584-1653), cresciuta con il fratello Carlo, il margravio Burgau.

## Ascendenza
|                                                    |                    |                                                    | Genitori                                               |  |  | Nonni |  |  | Bisnonni                       |  |  | Trisnonni                                            |  |
|                                                    |                    |                                                    |                                                        |  |  |       |  |  | 8. Philipp I, duca di Borgogna |  |  | 16. Maximilian I, imperatore del Sacro Romano Impero |  |
|                                                    |                    |                                                    |                                                        |  |  |       |  |  | 8. Philipp I, duca di Borgogna |  |  | 16. Maximilian I, imperatore del Sacro Romano Impero |  |
|                                                    |                    | 17. Marie de Bourgogne                             |                                                        |  |  |       |  |  | 8. Philipp I, duca di Borgogna |  |  |                                                      |  |
| 4. Ferdinand I, imperatore del Sacro Romano Impero |                    |                                                    |                                                        |  |  |       |  |  | 8. Philipp I, duca di Borgogna |  |  |                                                      |  |
|                                                    |                    | 9. Juana I, regina di Castiglia, León ed Aragona   | 18. Fernando II, re d'Aragona                          |  |  |       |  |  |                                |  |  |                                                      |  |
|                                                    |                    | 9. Juana I, regina di Castiglia, León ed Aragona   | 18. Fernando II, re d'Aragona                          |  |  |       |  |  |                                |  |  |                                                      |  |
|                                                    |                    | 9. Juana I, regina di Castiglia, León ed Aragona   | 19. Isabel I, regina di Castiglia e León               |  |  |       |  |  |                                |  |  |                                                      |  |
| 2. Ferdinand II, arciduca d'Austria anteriore      |                    | 9. Juana I, regina di Castiglia, León ed Aragona   |                                                        |  |  |       |  |  |                                |  |  |                                                      |  |
|                                                    |                    | 10. Władysław II, re di Boemia, Ungheria e Croazia | 20. Kazimierz IV, re di Polonia e granduca di Lituania |  |  |       |  |  |                                |  |  |                                                      |  |
|                                                    |                    | 10. Władysław II, re di Boemia, Ungheria e Croazia | 20. Kazimierz IV, re di Polonia e granduca di Lituania |  |  |       |  |  |                                |  |  |                                                      |  |
|                                                    |                    | 10. Władysław II, re di Boemia, Ungheria e Croazia | 21. Elisabeth von Habsburg                             |  |  |       |  |  |                                |  |  |                                                      |  |
| 5. Anna Jagiellonka                                |                    | 10. Władysław II, re di Boemia, Ungheria e Croazia |                                                        |  |  |       |  |  |                                |  |  |                                                      |  |
|                                                    |                    | 11. Anne de Foix-Candale                           | 22. Gaston II de Foix, conte di Candale                |  |  |       |  |  |                                |  |  |                                                      |  |
|                                                    |                    | 11. Anne de Foix-Candale                           | 22. Gaston II de Foix, conte di Candale                |  |  |       |  |  |                                |  |  |                                                      |  |
|                                                    |                    | 11. Anne de Foix-Candale                           | 23. Catherine de Foix                                  |  |  |       |  |  |                                |  |  |                                                      |  |
| 1. Andreas von Österreich                          |                    | 11. Anne de Foix-Candale                           |                                                        |  |  |       |  |  |                                |  |  |                                                      |  |
|                                                    | 12. Anton I Welser | …                                                  |                                                        |  |  |       |  |  |                                |  |  |                                                      |  |
|                                                    | 12. Anton I Welser | …                                                  |                                                        |  |  |       |  |  |                                |  |  |                                                      |  |
|                                                    | 12. Anton I Welser | …                                                  |                                                        |  |  |       |  |  |                                |  |  |                                                      |  |
| 6. Anton Franz Welser                              | 12. Anton I Welser |                                                    |                                                        |  |  |       |  |  |                                |  |  |                                                      |  |
|                                                    |                    | 13. Catharina Vöhlin                               | …                                                      |  |  |       |  |  |                                |  |  |                                                      |  |
|                                                    |                    | 13. Catharina Vöhlin                               | …                                                      |  |  |       |  |  |                                |  |  |                                                      |  |
|                                                    |                    | 13. Catharina Vöhlin                               | …                                                      |  |  |       |  |  |                                |  |  |                                                      |  |
| 3. Philippine Welser                               |                    | 13. Catharina Vöhlin                               |                                                        |  |  |       |  |  |                                |  |  |                                                      |  |
|                                                    |                    | …                                                  | …                                                      |  |  |       |  |  |                                |  |  |                                                      |  |
|                                                    |                    | …                                                  | …                                                      |  |  |       |  |  |                                |  |  |                                                      |  |
|                                                    |                    | …                                                  | …                                                      |  |  |       |  |  |                                |  |  |                                                      |  |
| 7. Anna Adler, baronessa di Zinnenburg             |                    | …                                                  |                                                        |  |  |       |  |  |                                |  |  |                                                      |  |
|                                                    |                    | …                                                  | …                                                      |  |  |       |  |  |                                |  |  |                                                      |  |
|                                                    |                    | …                                                  | …                                                      |  |  |       |  |  |                                |  |  |                                                      |  |
|                                                    |                    | …                                                  | …                                                      |  |  |       |  |  |                                |  |  |                                                      |  |
|                                                    |                    | …                                                  |                                                        |  |  |       |  |  |                                |  |  |                                                      |  |